# Collection de squelettes juifs du professeur Hirt

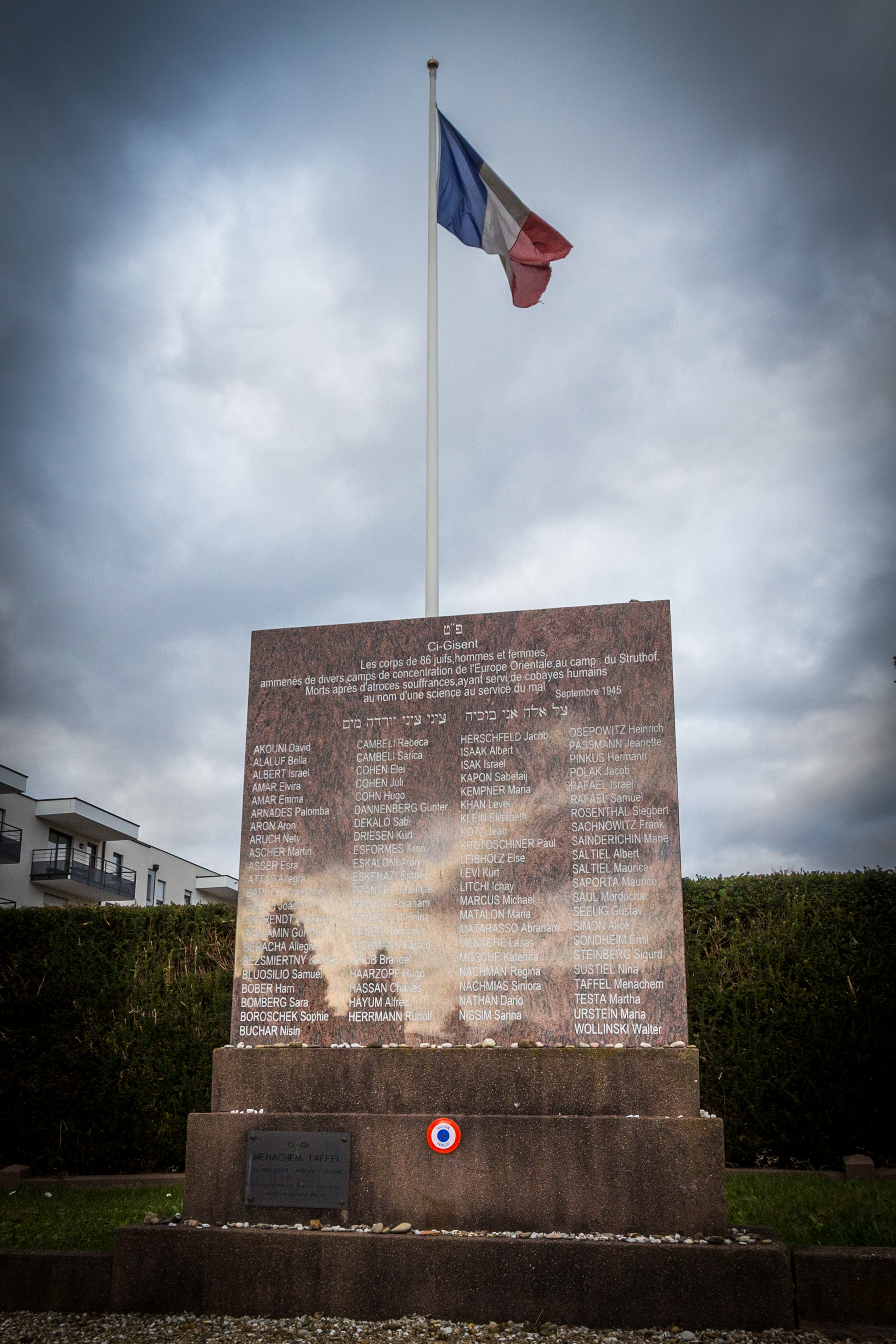
Au cimetière israélite de Cronenbourg, la sépulture des 86 victimes du Hirt.

La collection de squelettes juifs du professeur Hirt a été une tentative de créer une représentation anthropologique de la prétendue infériorité raciale de la « race juive », en mettant l'accent sur le statut des Juifs comme Untermenschen contrairement à la race allemande que les nazis considèrent comme Übermenschen aryens. 
La collection devait être conservée à l’Institut d'anatomie de la Reichsuniversität Straßburg, en Alsace annexée, où la préparation initiale des cadavres a été effectuée. La constitution et la préparation de cette collection, approuvée par le Reichsführer-SS Heinrich Himmler, a lieu sous la direction d'August Hirt avec Rudolf Brandt, conseiller personnel de Himmler, et Wolfram Sievers, secrétaire général de l'Ahnenerbe, assumant la responsabilité de se procurer les cadavres.

## Projet

### Contexte

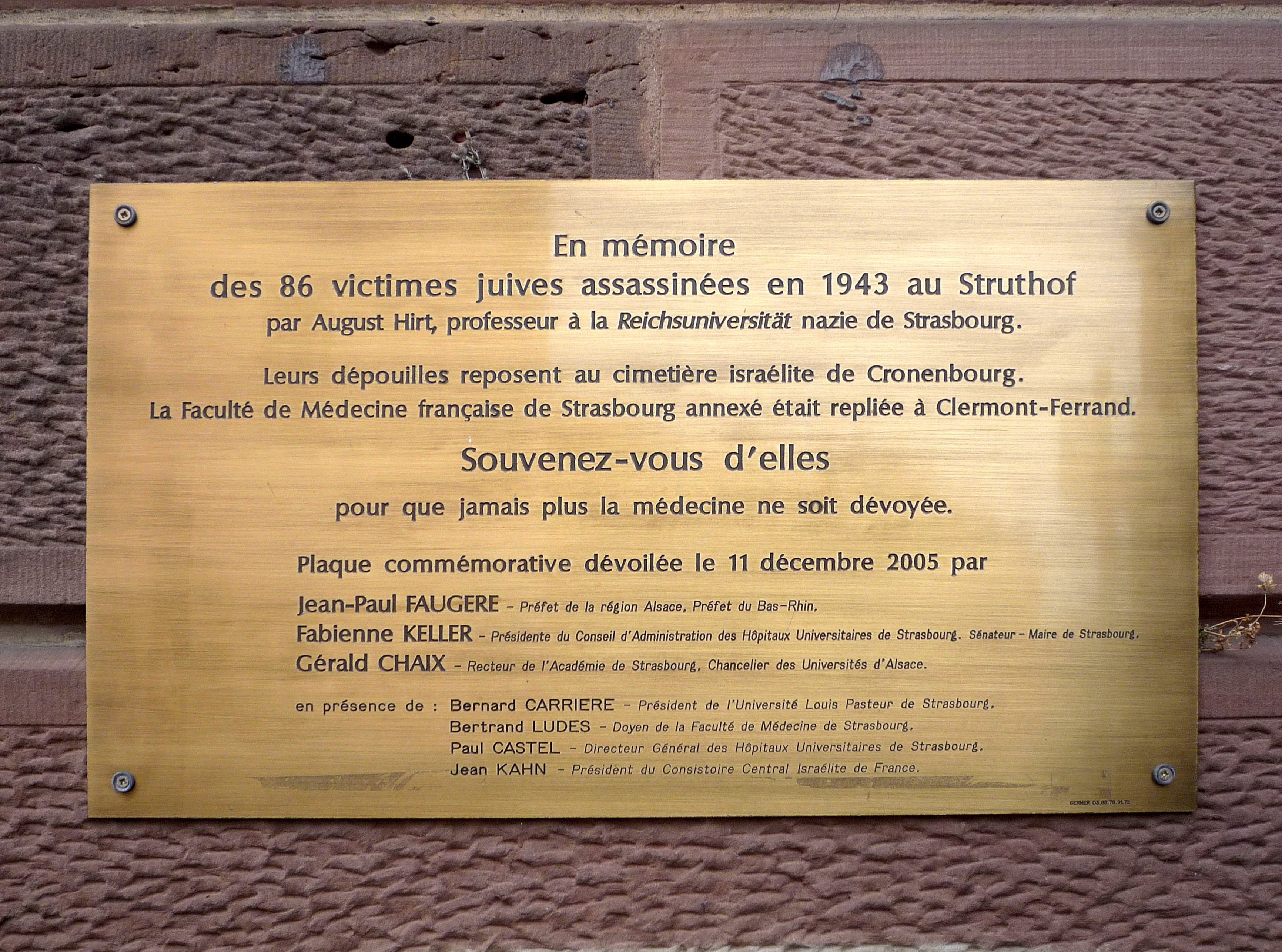
Mémorial des victimes des recherches racistes d'August Hirt à l’Institut d’anatomie de Strasbourg

Deux semaines avant le début de l'opération Barbarossa, le 6 juin 1941, le Haut Commandement de la Wehrmacht promulgue le Kommissarbefehl (ordre des commissaires). Il définit le traitement à appliquer aux commissaires politiques de l'Armée rouge : " [...] Qu'ils soient capturés au combat ou en train de  résister [à l'arrière], ils seront immédiatement passés par les armes.[...]" L'ordre est appliqué avec rigueur. Au moins 2 100 commissaires sont assassinés par la Wehrmacht et environ 1 200 par les SS, les Einsatzgruppen ou la police [...]. 

### Élaboration

#### Rapport Hirt
À l'occasion de l'inauguration de l'université du Reich de Strasbourg Reichsuniversität Strassburg le 23 novembre 1941, August Hirt, professeur de l'Institut d'Anatomie de Strasbourg, rencontre Wolfram Sievers, un des directeurs de l'Institut de recherches Ahnenerbe (sur l'héritage ancestral) fondé par Himmler.
Parmi les points abordés, les problèmes sanitaires sur le front de l'est, dont le problème des poux et du typhus auquel les soldats allemands ont à faire face, mais aussi le rapport déjà adressé par Hirt à l'Ahnenerbe, au cours de l'été 1941 sur ses divers travaux et expériences déjà réalisées. L'assistant de Hirt, l'anthropologue SS Bruno Beger propose à Sievers, lors de sa visite du 10 décembre 1941, « l'acquisition de crânes juifs à visée de recherche anthropologique »,.
Le 9 février 1942 Sievers communique à Rudolf Brandt, l'adjoint de Himmler, le compte rendu du rapport Hirt. Dans la première partie de ce rapport, Hirt souhaite faire de l'Institut d'anatomie de Strasbourg, un centre de recherche raciale anthropologique. Il saisit l'occasion de la guerre à l'est pour proposer de constituer une collection de crânes de « commissaires judéo-bolchéviques qui incarnent une sous-humanité répugnante mais caractéristique ». Ce matériel phrénologique devrait être conservé et étudié dans la nouvelle Université du Reich de Strasbourg.
Dans la deuxième partie du rapport, Hirt présente l'ensemble de ses travaux réalisés au cours de sa carrière : ses recherches sur « le système nerveux sympathique », sur « la recherche microscopique à lumière fluorescente sur organe vivant de grenouille et de rat», sur les effets de l'ypérite (gaz moutarde) sur les cellules vivantes...

#### Accord de principe
Himmler se montre très intéressé par le rapport Hirt, car il est attentif à réunir et aider tous les chercheurs susceptibles de fonder une science et une histoire nazies. L'intérêt de Himmler est double : outre la « démonstration » de l'infériorité des juifs, Himmler est convaincu (contrairement à Hitler) que l'utilisation des gaz de combat par l'un ou l'autre des belligérants est possible, et il voit en Hirt un des experts qu'il recherche.

Himmler donne son accord de principe le 23 février 1942. Hirt demande des crânes, on lui fournit des squelettes entiers sur pied. À partir d'octobre 1942, les documents d'archive ne précisent plus « collection de crânes », mais « collection de squelettes ». Début novembre, Rudolf Brandt fait parvenir le message suivant au SS-Obersturmbannführer chef du bureau des Affaires juives, Adolf Eichmann (célèbre par son procès en Israël en 1961) :
« Le Reichsführer SS a donné l'ordre de mettre à disposition du Pr Hirt tout ce qui est nécessaire à ses recherches (...) À la requête du Reichsführer SS, je demande que la constitution de la collection de squelettes soit rendue possible. Le SS Standartenführer Sievers se mettra en rapport avec vous afin de traiter toutes les questions de détail. »
La décision est prise de sélectionner au camp de concentration d'Auschwitz 150 Juifs « typiques ». Cette mission spéciale est dévolue au SS Hauptsturmführer Bruno Beger qui doit aussi prendre des mesures anthropométriques exactes, des photographies, et faire des moulages. Ces détenus seront alors conduits au camp de concentration de Natzweiler-Struthof situé à une heure de route de Strasbourg pour y être gazés. Ensuite leurs cadavres seraient transportés à l'Institut d'Anatomie de la faculté de médecine de la Reichsuniversität Strassburg pour y être conservés, disséqués et transformés en squelettes

## Mise en œuvre

### Sélection

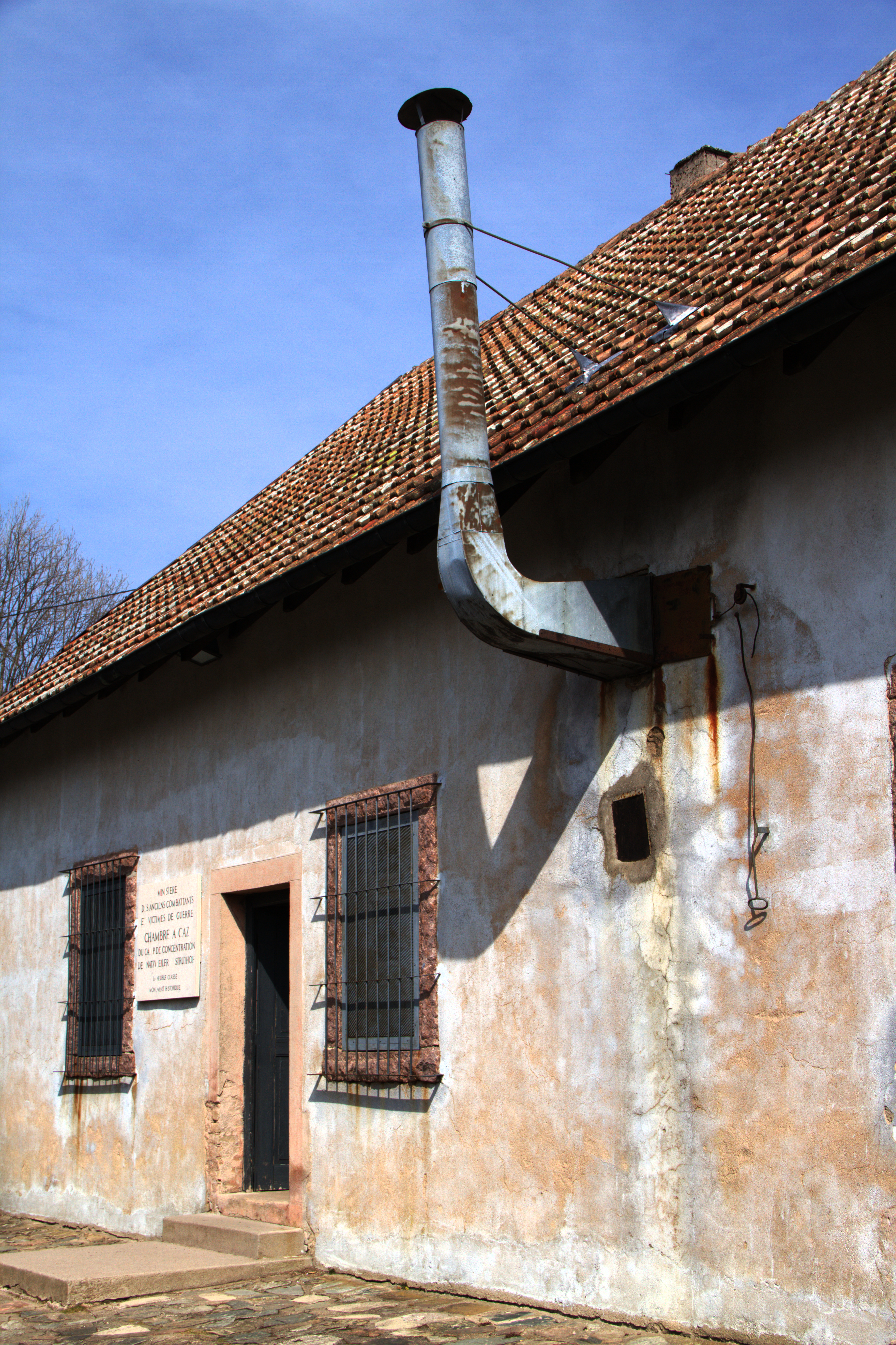
La chambre à gaz du camp de concentration de Natzwiller-Struthof où furent gazées les 86 victimes.

Cependant le projet ne peut pas être mis en application tout de suite. En effet une importante épidémie de typhus se déclenche à Auschwitz, le camp est mis en quarantaine, l’appareillage dont a besoin Hirt pose des problèmes techniques et le camp de Natzweiler nécessite la construction d’une chambre à gaz qui n’est terminée qu’en avril 1943. D’autre part, la masse de travail qui attend Beger à Auschwitz est très importante, nécessitant la constitution d’une petite équipe.
L’équipe est au complet à Auschwitz le 11 juin 1943, sous la direction de Beger et Hans Fleischhacker (en), autre anthropologue lié à l'Ahnenerbe. En cinq jours, l’équipe sélectionne « 115 personnes dont 79 Juifs, 2 Polonais, 4 asiatiques, et 30 Juives ». Ces détenus font l'objet de mensurations et de photographies ; puis lors des trois semaines suivantes, de moulage de la tête pour les plus « caractéristiques ».
Se posent alors divers problèmes : éviter l'introduction de l'épidémie de typhus à Natzweiler, y héberger des femmes sur une courte durée, se procurer le matériel de gazage (sels cyanhydriques) non encore livré.

### Gazage
Le départ d'Auschwitz a lieu le 30 juillet 1943, les victimes arrivent à Natzweiler le 2 août 1943. Des 115 personnes sélectionnées au départ, seuls 86 Juifs (57 hommes et 29 femmes) arrivent au camp. Ils sont gazés en quatre groupes, en commençant par les femmes. Un témoin civil affirma qu'une femme se serait révoltée avant d'entrer dans la chambre à gaz et qu'elle aurait été abattue par balle. Dans une seconde déposition, ce témoin est plus nuancé et déclare avoir appris cette scène par le biais de déportés.
Les détails de l'assassinat de ce convoi spécial ont été donnés par Josef Kramer commandant de Natzweiler à cette époque, le 26 juillet 1945 à Celle, au commandant Jadin, juge d'instruction militaire près le tribunal militaire de la 10e région. C'est le professeur Hirt qui lui a remis un flacon d'un quart de litre d'une solution de sels cyanhydriques en lui indiquant les doses à employer. Kramer observe ce qui se passe dans la chambre à gaz par un regard extérieur, où les victimes tombent à terre en une demi-minute. Interrogé, Kramer répond qu'il ignore ce que Hirt devait faire des cadavres, ainsi que la nationalité des victimes, qu'il estime provenir du « sud-est de l'Europe ».

### Traitement
L'exécution a lieu au début de la nuit, et le lendemain à l'aube, les cadavres sont amenés à l’Institut d’anatomie de la Reichsuniversität Strassburg pour préparation à l'aide d'une solution à base de formol et conservation dans des bains d'alcool éthylique. 

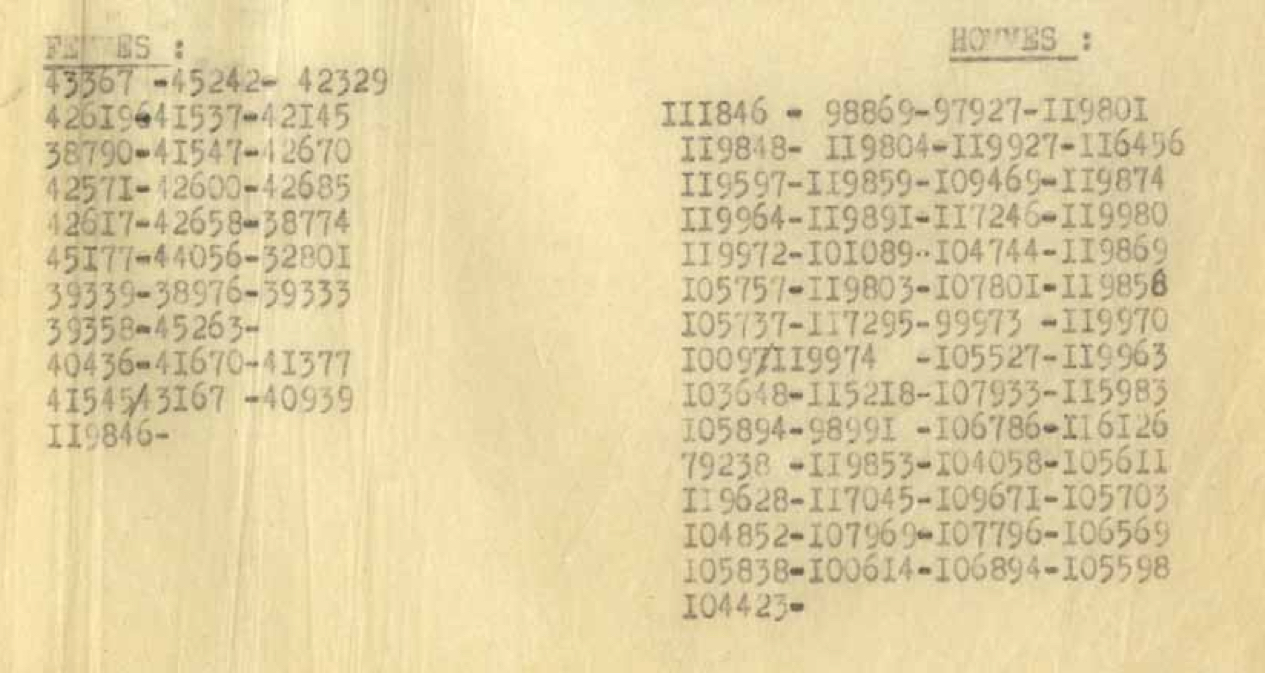
La liste des matricules relevés par Henri Henrypierre.

Un employé de l'institut, Henri Henrypierre, est venu témoigner le 18 décembre 1946 au procès des Médecins de Nuremberg. Avant les cadavres des détenus d'Auschwitz, le service avait déjà reçu pour les collections de Hirt, 250 à 300 cadavres de prisonniers russes et polonais, tous accompagnés d'un certificat de décès. Cette fois-ci, tous les cadavres sont anonymes, encore chauds, les yeux rouges et grands ouverts, nez et bouche ensanglantés, sans rigidité cadavérique. Il comprend que la cause de la mort de ces sujets jeunes et en bonne santé apparente est criminelle, par empoisonnement ou asphyxie. Il relève secrètement la liste des numéros à 5 chiffres tatoués sur leur bras gauche. Ces numéros matricule permettront d'identifier ces victimes par la suite,.
Les cadavres masculins font l'objet d'un traitement particulier : le testicule gauche est prélevé et envoyé au laboratoire d'anatomie personnel de Hirt.
Les corps conservés et mis dans des cuves y restent pendant un an, sans que personne s'avise de commencer le travail prévu (la collection de squelettes). Selon Yves Ternon, il semble que Hirt, ayant obtenu ses pièces, ait fini par les délaisser dans un coin : « Cohérence du projet initial, désordre et absurdité ensuite, comme si la science échappait à celui qui enfreint certaines règles ».

## Suites

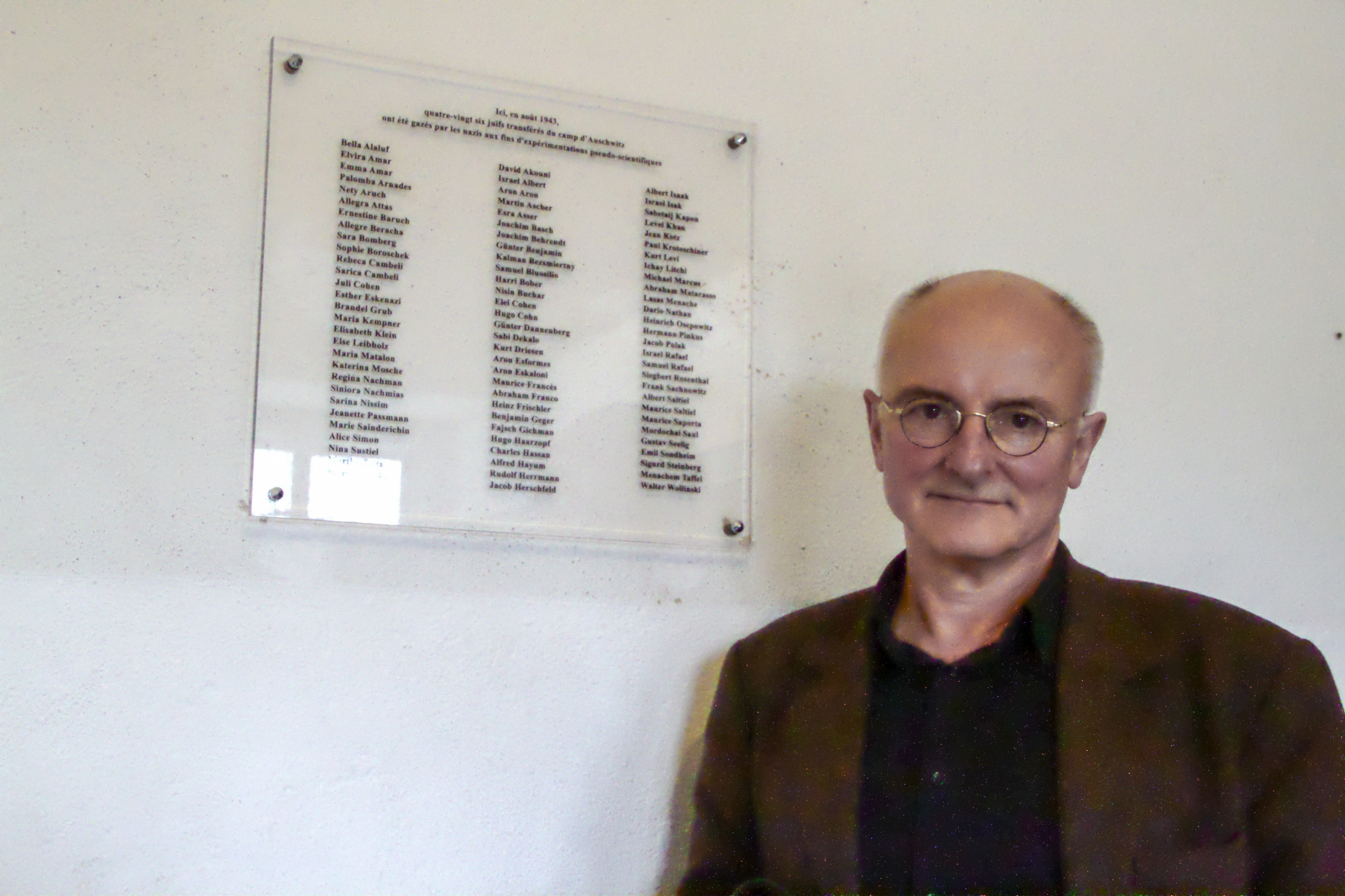
L’historien et journaliste Hans-Joachim Lang devant la liste des Juifs assassinés dont il a permis l’identification.

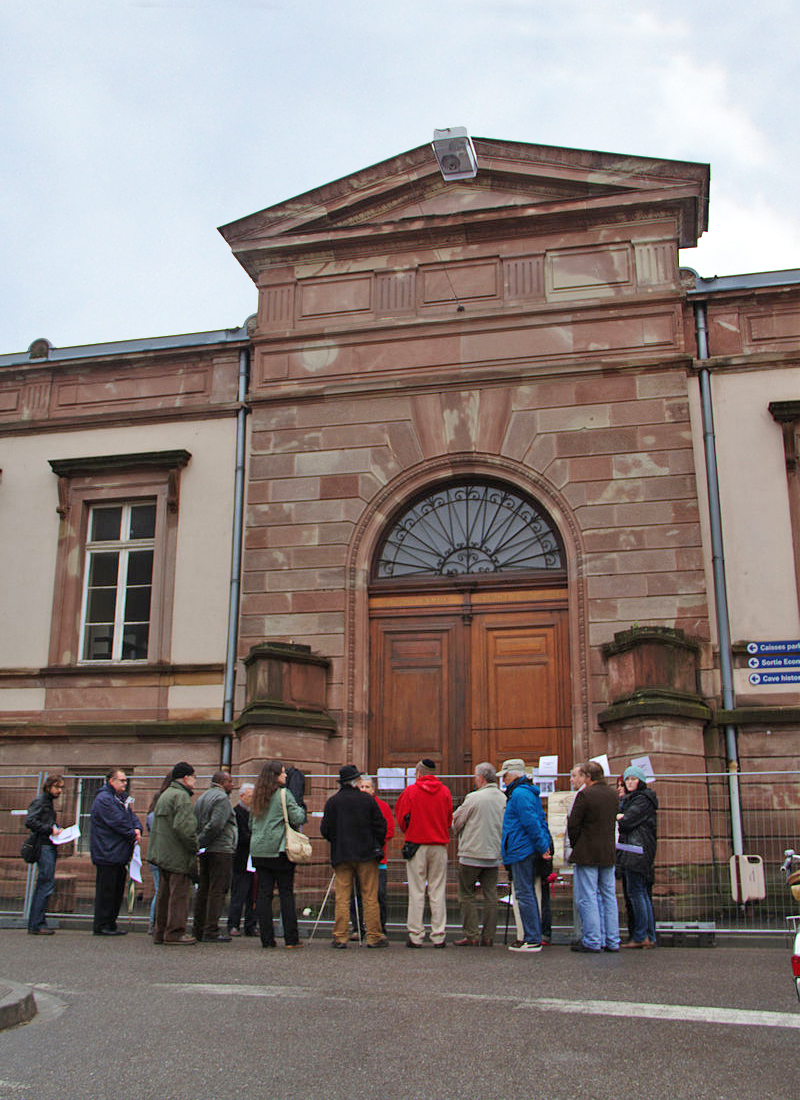
Cérémonie du souvenir organisée par le Cercle Menahem Tafel de la déportation et du massacre de 86 juifs pour la collection de squelettes du professeur Hirt, à l’institut d’anatomie de Strasbourg, le 28 avril 2013

Lorsque les troupes alliées s'approchent de Strasbourg, en septembre 1944, Hirt demande ce qu'il doit faire de ces 86 cadavres dont la préparation définitive n'est pas terminée. Himmler ordonne l'élimination de toute trace de cette collection compromettante.
En conséquence, le personnel de l’institut d’anatomie détruit moulages et rapports, puis commence aussi à découper les cadavres en morceaux et à les brûler dans le four crématoire de la Robertsau. Devant l’énormité du travail et le peu de temps disponible, ils finissent par enlever le numéro matricule de chaque cadavre tatoué sur l'avant-bras gauche et par couper les têtes qu'ils incinèrent seules, rendant ainsi les cadavres méconnaissables. Hirt en profitera d’ailleurs pour récupérer les dents en or pour sa caisse personnelle.
Une semaine après la Libération de la ville de Strasbourg, le commandant Raphel du Service cinématographique des Armées, découvre le 1er décembre 1944 les restes des quatre-vingt-six victimes juives – 17 sujets entiers et 166 segments de corps –, dont ceux de trois femmes, encore entiers.
Un corps portait encore son matricule no 107969 qui, grâce à la bureaucratie concentrationnaire est identifié comme étant celui de Menachem Taffel, né le 28 juillet 1900 à Berlin Elsässer Strasse 9. Rapidement l'information et l'accusation de Hirt est relatée dans la presse anglaise et française.  

Brandt envoie le 21 février 1945 un télégramme à Sievers autorisant Hirt à publier une réponse à ces « calomnies » de façon à « ridiculiser les constatations ennemies afin de provoquer de nouveaux propos… pour déterminer ce que l'ennemi sait en général à ce sujet ». C'est ce que Hirt tente dans un texte du 25 janvier 1945 :
« L'affirmation qui veut que j'ai injecté aux détenus choléra, peste, et autres choses est si bête qu'elle ne demande aucun démenti. Car il n'existe personne qui arrive à injecter le choléra. En fait j'ai bien l'impression que les Américains et les Français soient tout bonnement tombés dans le piège de la plaisante trouvaille de mon gardien : afin d'éviter des vols des animaux de laboratoire, les lapins, poules, etc. et surtout afin de décourager les voleurs de goûter aux bêtes, celui-ci a inscrit à la craie aux portes des clapiers le nom de différentes maladies telles que syphilis, cancer, peste, etc. Ce stratagème a apparemment eu de l'effet non seulement sur les voleurs, mais aussi sur la commission qui a visité l'Institut ». 
Heinrich Himmler se suicide le 23 mai 1945 pour échapper à tout jugement ultérieur.
August Hirt se suicide le 2 juin 1945 à Schönenbach (commune de Schluchsee), en Forêt-Noire après avoir vainement tenté de passer en Suisse.
Les restes des quatre-vingt-six cadavres anonymes ayant servi aux « expériences » de Hirt sont inhumés le 23 octobre 1945 dans le cimetière municipal de Strasbourg-Robertsau avant d'être transférés en 1951, dans le cimetière israélite de Cronenbourg.

Le 15 janvier 1946, les professeurs René Piedelièvre, Camille Simonin et Jean Fourcade publient un rapport d'expertise sur l'autopsie des 17 corps, retrouvés entiers, demeurés au fond des cuves de l’Institut d’anatomie. Ils concluent :
L'examen histologique par lui seul ne peut, en résumé, apporter ici une conclusion précise. Il oriente cependant vers la possibilité d'une absorption massive d'un poison gazeux n'ayant pas lésé les viscères, mais ayant pu déclencher la réaction œdémateuse pulmonaire .
Rudolf Brandt est accusé au procès des Médecins qui suit le premier procès de Nuremberg. Il est condamné pour son appartenance à la SS, déclarée organisation criminelle, pour crime de guerre et crime contre l'humanité en raison de sa responsabilité dans l'administration et la coordination d'expériences médicales dans les camps de concentration nazis. Il est pendu à la prison de Landsberg le 2 juin 1948.
Wolfram Sievers est accusé pour des expériences mortelles menées sur des humains et est condamné à mort comme criminel de guerre le 20 août 1947 lors du procès des médecins à Nuremberg. Il est exécuté le 2 juin 1948 à la prison de Landsberg. Le témoignage de Sievers lors des premiers procès de Nuremberg est l'un des plus grands scandales[réf. souhaitée]. Lors de son interrogatoire, il attire l'attention sur la collection de squelettes du professeur d'anatomie August Hirt de la Reichsuniversität Straßburg.
En février 1948, un tribunal de dénazification exonère Bruno Beger, ignorant le rôle de celui-ci dans l'établissement de la collection de squelettes juifs. Cependant, le 30 mars 1960, à la suite d'une enquête réalisée sur cette collection, Beger est incarcéré, puis relâché quatre mois plus tard en attendant un procès, lequel commence le 27 octobre 1970. À son procès, Beger affirme qu'il ignorait que les détenus d'Auschwitz dont il avait pris les mensurations étaient destinés à être tués. Le 6 avril 1971, il est condamné par le tribunal de Francfort pour complicité dans le meurtre de 86 Juifs dans des camps de concentration. Le tribunal ne le condamne qu'à 3 ans de prison, ce qui est la sanction minimale, mais Beger n'effectue aucun séjour en prison, sa peine ayant été commuée en appel à 3 ans de prison avec sursis.
Hans Fleischhacker (en) reprend ses recherches d'anthropologie à l'université Goethe de Francfort après la guerre.

## Mémoire

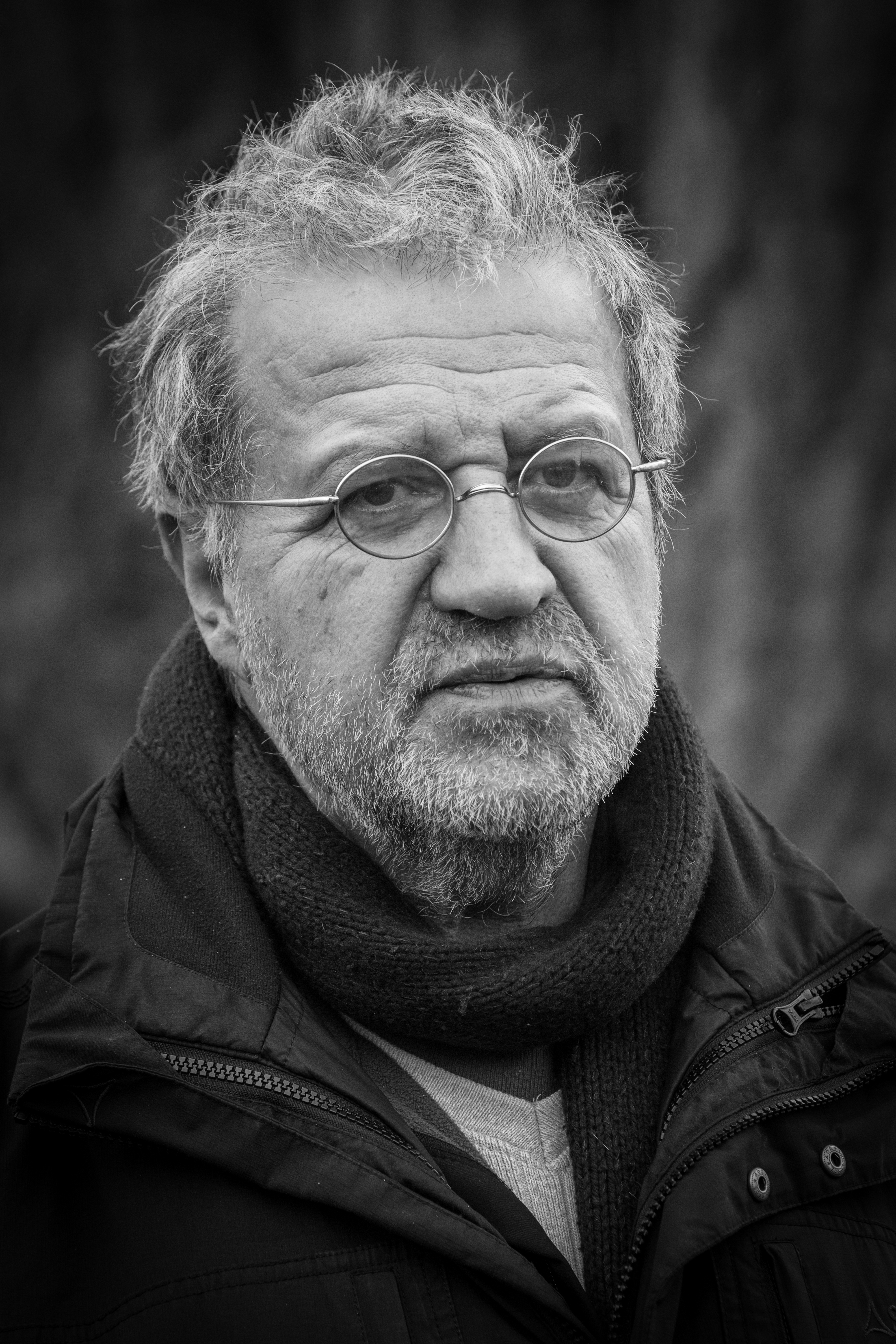
Georges Yoram Federmann, fondateur du Cercle Menachem Taffel.

Alors que nombre de chercheurs s'intéressent à l'identité des victimes, nul ne parvient à accéder à la liste constituée en cachette par Henri Henrypierre. Un journaliste allemand, Hans-Joachim Lang, vivant à Tübingen, découvre dans les années 1990 que Hirt a demeuré dans sa ville entre 1944 et 1945, après avoir quitté Strasbourg. Il commence à enquêter sur le sujet et après des années de recherche, met la main sur une copie de la liste des 86 matricules au Musée de l'Holocauste à Washington. À l'aide de plusieurs sources, il redonne une identité et une biographie aux 86 Juifs gazés pour le projet de collection de squelettes. Il dévoile pour la première fois la liste complète des noms lors d'un colloque organisé par le Cercle Menachem Taffel à Strasbourg en 2003. Il fait le récit de ses recherches dans un livre (Die Namen der Nummern, "Des noms derrière des numéros" en français) qui recevra le Prix Auschwitz 2004. En décembre 2014, sort le film Le nom des 86 (de Emmanuel Heyd et Raphael Toledano) où Hans-Joachim Lang, filmé à Auschwitz, fait le récit, aux côtés d'historiens et de témoins comme Henri Henrypierre, de l'histoire des 86 Juifs gazés, racontant en détail comment il retrouva leur nom.
En décembre 2005, sont inaugurées deux plaques à Strasbourg : l'une devant l'Institut d'anatomie de Strasbourg, l'autre au cimetière israélite de Cronenbourg. 
En mai 2011, le quai Menachem Taffel est inauguré à Strasbourg le long de l'Hôpital civil de Strasbourg à l’initiative de Georges Yoram Federmann, fondateur du Cercle Menachem Taffel.
En janvier 2015, Michel Cymes déclenche une polémique en France, en suggérant dans un ouvrage que des restes des 86 Juifs sont encore à l'Institut d'anatomie, citant le témoignage d'un ancien étudiant en médecine qui, pourtant, ne peut retrouver ces coupes anatomiques lors d'une visite à l'Institut. L'Université de Strasbourg s'est offusquée de ces allégations et récuse ces « rumeurs ». Lors d'une rencontre dans une librairie strasbourgeoise le 30 janvier 2015, Michel Cymes rappele qu'il a utilisé le conditionnel dans son livre en regrettant la polémique : « Je suis persuadé qu'il n'y a plus rien à l'Université de Strasbourg », affirmation qu'il réitère lors d'une interview accordée en février 2015 à La Libre Belgique. 
Dans un communiqué du 18 juillet 2015, la municipalité de Strasbourg annonce cependant que des « préparations contenant des restes des victimes de l’anatomiste nazi August Hirt » ont été découvertes le 9 juillet dans les collections (non accessibles au public) de l'Institut de médecine légale de la ville par Raphael Toledano et Jean-Sébastien Raul, directeur de l'institut. Ces restes, contenus dans un bocal et deux éprouvettes étiquetés avec le numéro matricule 107969 correspondant à celui attribué par les nazis à Menachem Taffel, rejoindront ceux des victimes inhumées au cimetière israélite de Cronenbourg.

## Liste des quatre-vingt-six victimes gazées par le professeur Hirt

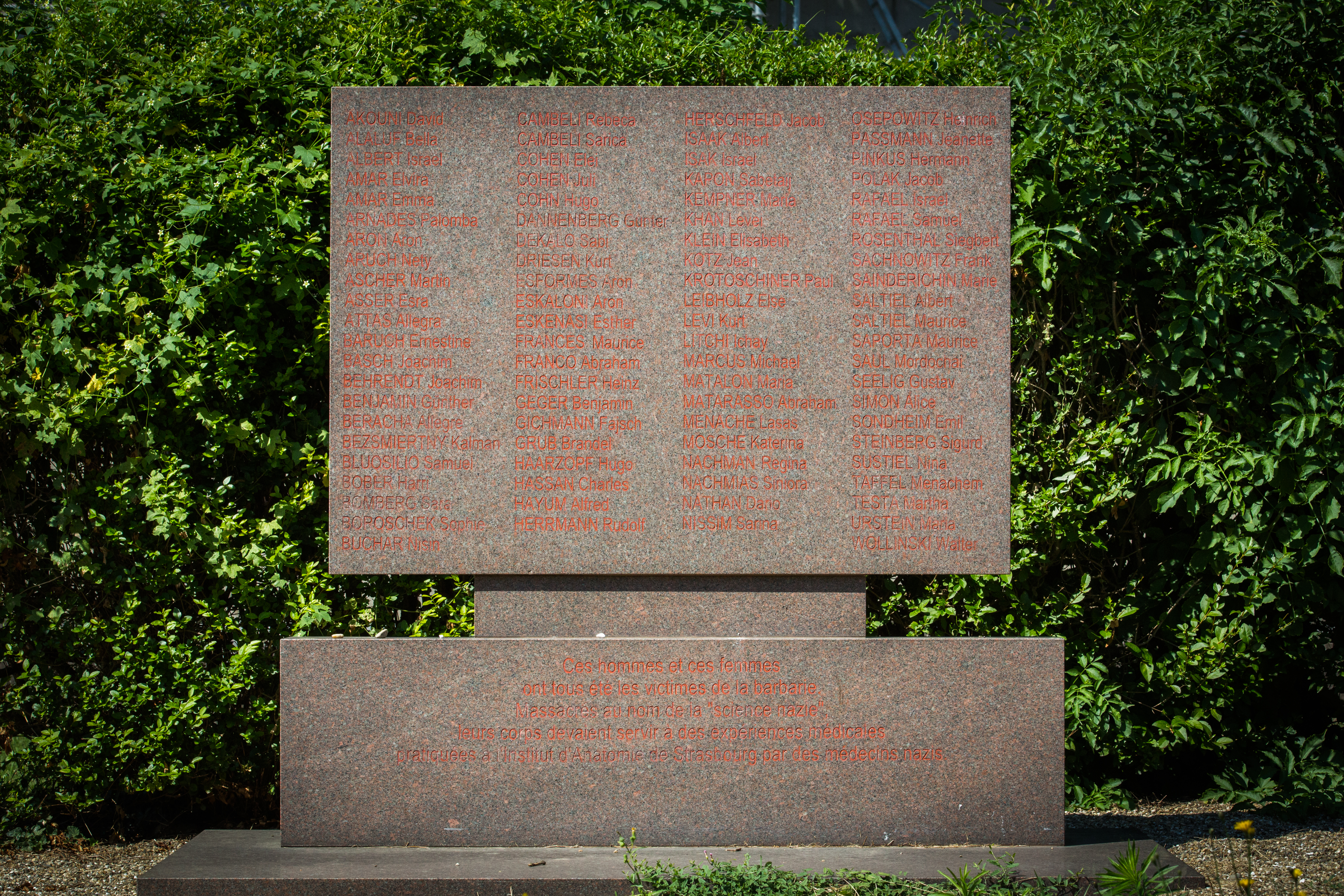
Le monument à la mémoire des victimes érigé au
cimetière israélite de Cronenbourg en décembre 2005.

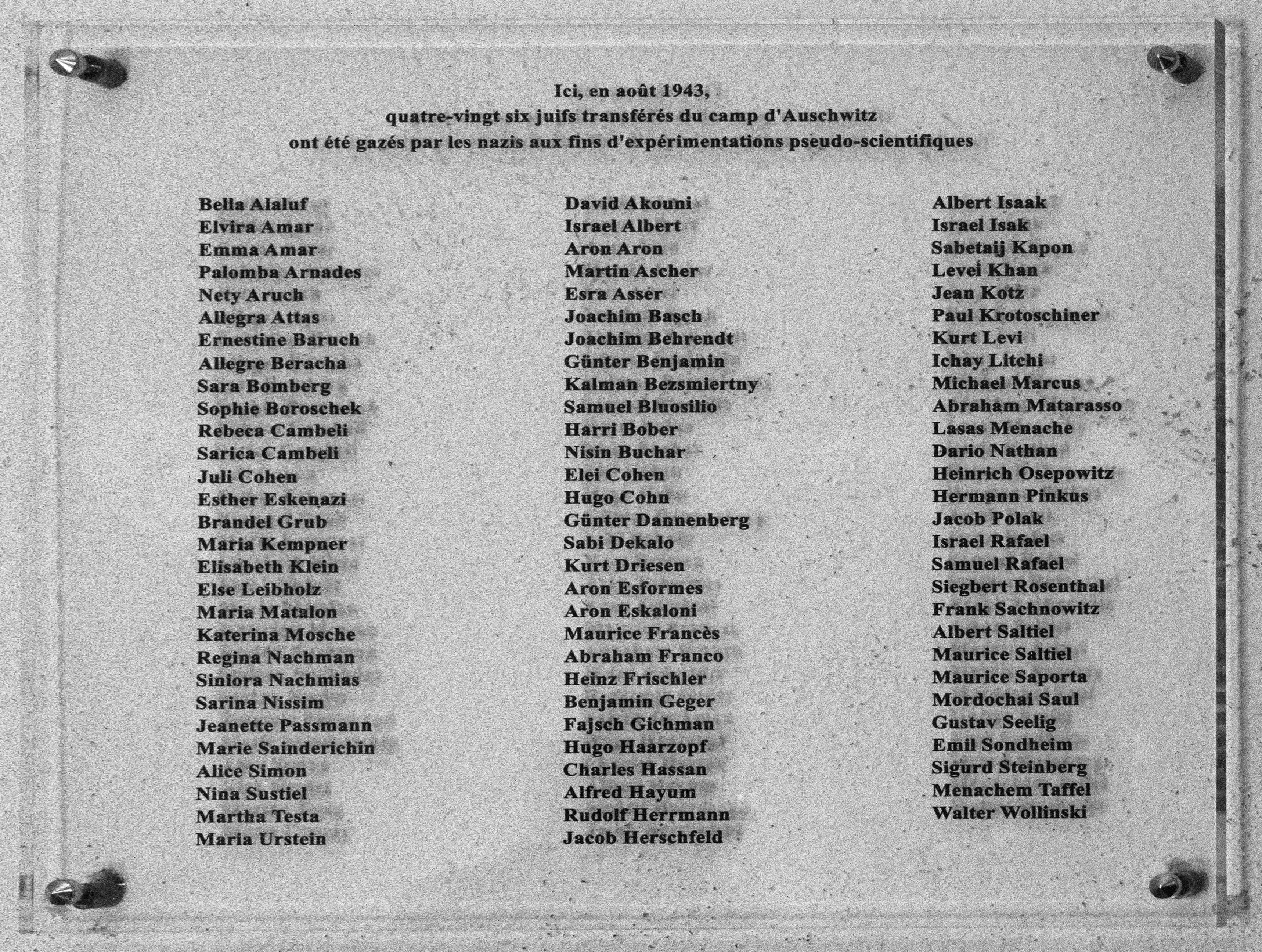
La plaque mémorielle à l’intérieur du bâtiment abritant la chambre à gaz du Struthof, rappelant les noms des quatre-vingt-six Juifs gazés en août 1943.

#### Sur la collection duPrHirt
- Christian Champy, Sur une série de préparations histologiques trouvées dans le laboratoire d’un professeur allemand : expériences faites sur l’homme au camp de Struthof, dans Bulletin de l’Académie de médecine, no 16-18, séance du 1er mai 1945.
- (de) Friedrich Karl Kaul, « Das SS-Ahnenerbe und die jüdische Schädelsammlung an der ehemaligen Reichsuniversität Straßburg », Zeitschrift für Geschichtswissenschaft,‎ novembre 1968, p. 1460-1474 (présentation en ligne)
- Yves Ternon et Socrate Helman, Histoire de la médecine SS ou le Mythe du racisme biologique, Casterman, 1969, partie 2, chap. V (« Les savants de l'apocalypse »)p. 185-194 : traduction française de la correspondance échangée entre Sievers et Brandt de 1942 à 1944 à propos de la collection de Hirt.
- (en) Ernest Lachman, « Anatomist of Infamy:August Hirt », Bulletin of the History of Medicine, vol. 51, no 4,‎ 1977 (JSTOR 44450470)
- (en) Jean-Claude Pressac, The Sruthof Album : Study of the Gassing at Nazweiller-Struthof of 86 Jews Whose Bodies Were to Constitute a Collection of Skeletons, New York, The Beate Klarsfeld Foundation, 1985 (lire en ligne).
- Patrick Wechsler, La Faculté de médecine de la « Reichsüniversität Strassburg » (1941-1945), thèse de doctorat en médecine, no 191 , université Louis-Pasteur de Strasbourg, 1991.
- Édouard Conte et Cornelia Essner, La Quête de la race : Une anthropologie du nazisme, Paris, Hachette, 1995, 451 p. (ISBN 978-2-01-017992-1)
- (de) Hans-Joachim Lang, Die Namen der Nummern, Wie es gelang, die 86 Opfer eines NS-Verbrechens zu identifizieren, Tübingen, Hoffmann und Campe, 2004.  (ISBN 978-3455094640) (ouvrage de référence)
- « La collection de squelette juifs », dans Guillaume d'Andlau (préf. Johann Chapoutot), Le KL Natzweiler-Struthof, un camp de concentration en Alsace annexée, I.D. L'édition, 2023, 164 p. (ISBN 978-2-36701-292-6), p. 124-125

#### Ouvrages sur la Shoah
- Eugen Kogon, Hermann Langbein et Adalbert Ruckerl (trad. Henry Rollet), Les chambres à gaz, secret d'état, Paris, Ed. de minuit, 1984 (réimpr. 1987 1988 2000), 300 p. (ISBN 978-2-7073-0691-3, OCLC 417280360).
- Raul Hilberg (trad. de l'anglais par Marie-France de Paloméra et André Charpentier), La destruction des Juifs d'Europe, Paris, Fayard, 2006 (1re éd. 1988), 2448 p. (ISBN 978-2-213-63603-0), « Les centres de mise à mort », p. 819 et 820 de l’édition de poche.

### Documentaires
- Au nom de la science et de la race - Strasbourg 1941-1944, documentaire réalisé par Sonia Rolley, Axel et Tancrède Ramonet, durée 55 min. Production France 3 - Temps noirs, avril 2013 (plusieurs intervenants, dont les historiens Yves Ternon, Robert Steegmann et Johann Chapoutot).
- Le nom des 86, documentaire réalisé par Emmanuel Heyd et Raphael Toledano, durée 63 min. Production dora films sas - Alsace 20 - Télébocal - Cinaps TV, 2014.
- Science nazie : la race, le sol et le sang, film documentaire de 90 minutes réalisé par David Korn-Brzoza, écrit avec Johann Chapoutot et produit par Upside Télévision / ARTE / RTBF, 2019.